# Італійське королівство (Священна Римська імперія)
Італійське королівство (лат. Regnum Italiae або Regnum Italicum; італ. Regno d'Italia; нім. Königreich Italien), яке також називають Імперською Італією (італ. Italia Imperiale; німецька Reichsitalien) — одне із складових королівств Священної Римської імперії разом із королівствами Німеччини, Богемії та Бургундії. Початково королівство охоплювало значні частини Північної та Центральної Італії. Його первісною столицею до XI століття була Павія.
Після падіння Західної Римської імперії в 476 році та короткого правління Одоакра, Італією правили остготи, а пізніше лангобарди. У 773 році Карл Великий, король франків, перетнув Альпи і вторгся в Лангобардське королівство, яке охоплювало всю Італію, за винятком Римського герцогства, Венеційської республіки та залишків володінь Візантії на півдні. У червні 774 року король лангобардів Дезідерій капітулював у своїй столиці Павії, і франки стали господарями Північної Італії. Південні області залишалися під контролем лангобардів, оскільки їх васальне Беневентське герцогство було перетворено на незалежне Беневентське князівство. Карл Великий оголосив себе королем лангобардів і в 800 році був коронований імператором у Римі. Члени династії Каролінгів продовжували правити Італією до повалення Карла Товстого в 887 році, після чого вони ненадовго повернули собі престол у 894—896 роках.
У 951 році король Німеччини Оттон I, уже одружений на королеві Італії Аделаїді, вторгся в королівство і проголосив себе королем. Оттон переміг попереднього короля і завоював Павію в 961 році, а потім продовжив шлях до Риму, де він сам був коронований імператором в 962 році. Союз корон Італії та Німеччини з так званою «Римською імперією» виявився стабільним. Бургундія була додана до цього союзу в 1032 році, і до XII століття термін «Священна Римська імперія» став використовуватися для його опису. Імператор зазвичай також був королем Італії та Німеччини, хоча імператори іноді призначали своїх спадкоємців правити в Італії, а іноді італійські єпископи та дворяни обирали власного короля на противагу королю Німеччини. Відсутність італійського монарха призвела в Середньовіччі до швидкого зникнення центрального уряду, але сама ідея про те, що Італія була королівством у складі Імперії, залишалася, і імператори часто намагалися нав'язати свою волю італійським містам-державам, що розвивалися. Війни між гвельфами та гібелінами, антиімперіалістичними та імперіалістичними фракціями відповідно, були характерними для італійської політики в XII—XIV століттях. Ломбардська ліга була найвідомішим прикладом цієї ситуації; хоч і не був оголошеним сепаратистським рухом, він відкрито заперечував претензії імператора на владу.
Століття між приниженням в Каноссі (1077) і Венеційським миром 1177 року призвело до утворення міст-держав, незалежних від німецького імператора. Череда Ломбардських війн з 1423 по 1454 роки зменшила кількість конкуруючих держав. Наступні сорок років були відносно мирними в Італії, але в 1494 році півострів був захоплений Францією.
Після імперської реформи 1495—1512 рр. Італійське королівство відповідало неокружним територіям на південь від Альп. Юридично імператор підтримував інтерес до них як до номінального короля та сюзерена, але «уряд» королівства складався лише з повноважних представників, яких імператор призначив представляти його, та тих губернаторів, яких він призначив керувати своїми італійськими державами. 250—300 менших феодалів імперської Італії (Reichsitalien), незважаючи на це, часто зверталися до імперських судів і юрисдикцій, щоб вирішити конфлікти з більш потужними князями.
Правління Габсбургів у кількох частинах Італії тривало в різних формах, але завершилося кампаніями французьких революціонерів у 1792—1797 роках, коли за підтримки Наполеона на місцевому рівні було створено ряд сестринських республік, які потім об'єдналися в Італійську Республіку під його президентством. У 1805 році Італійська Республіка стала Королівством Італія з Наполеоном як новим королем. Ця держава була розпущена з падінням правління Наполеона в 1814 році.

## Передумови

### Ломбардське королівство
Після битви при Тагінах, в якій загинув король остготів Тотіла, візантійський полководець Нарсес захопив Рим і обложив Куми. Тея, новий король остготів, зібрав залишки остготської армії та рушив, щоб зняти облогу, але в жовтні 552 року Нарсес влаштував йому засідку біля Монс Лактаріус (сучасний Монті Латтарі) у Кампанії, поблизу Везувію та Нуцерії Альфатерни. Бій тривав два дні, і Тея загинув в бою. Остготська влада в Італії була ліквідована, але, згідно з римським істориком Прокопієм Кесарійським, Нарсес дозволив остготському населенню та їхнім союзникам-ругам мирно жити в Італії під римським суверенітетом. Відсутність будь-якої реальної влади в Італії відразу після битви призвела до вторгнення франків і алеманів, але вони також зазнали поразки в битві при Вольтурні, і півострів на короткий час був знову включений до складу імперії.

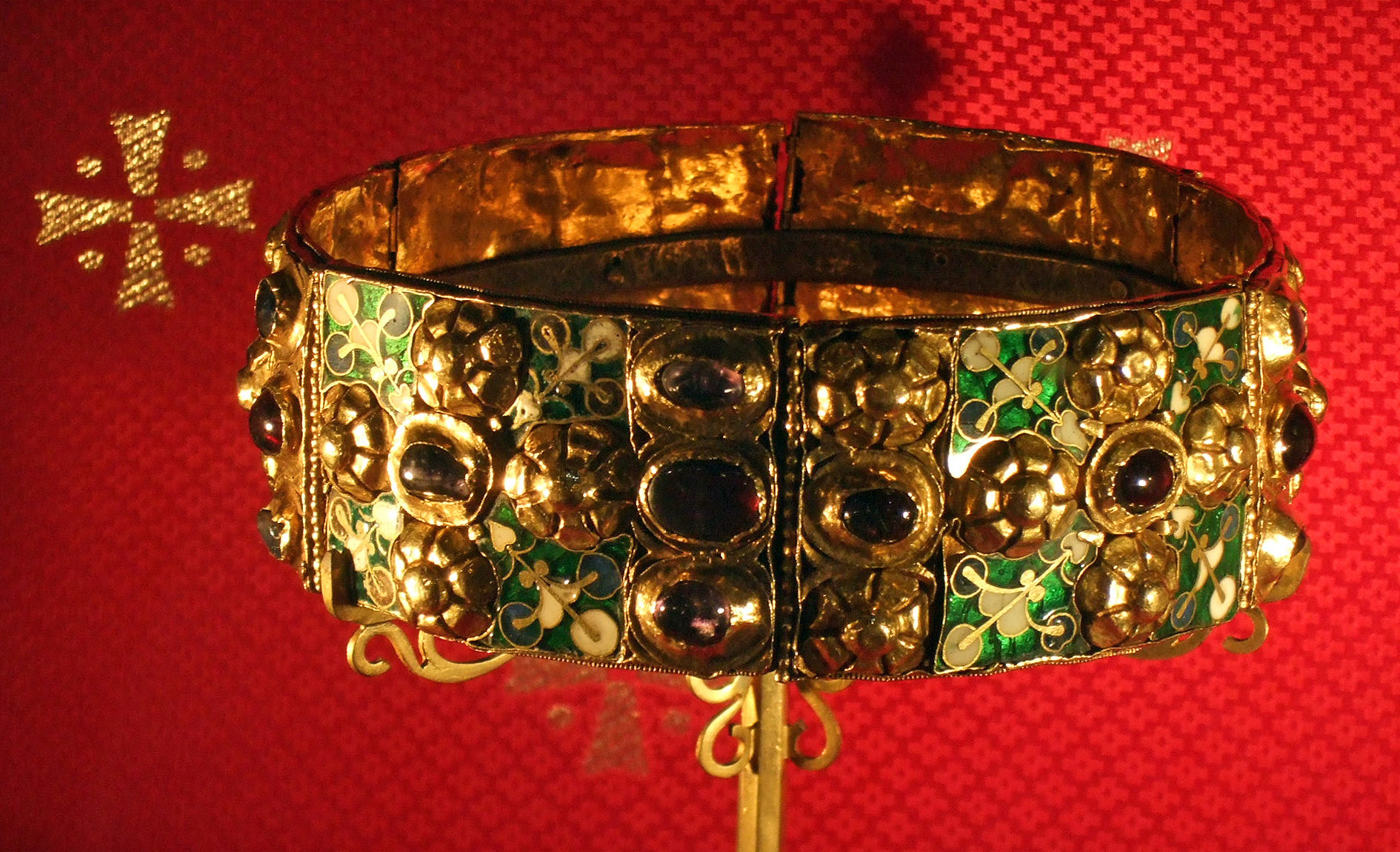
Так звана Залізна корона Ломбардії, вотивна корона з собору Монци, яка, як кажуть, містить цвях Страстей Господніх, стала символом правління лангобардів над Італією в період пізнього середньовіччя та раннього модерну. Протягом століть він був символом королів Італії

Королі лангобардів (лат. reges Langobardorum, в однині лат. rex Langobardorum) правили тим германським народом від їхнього вторгнення в Італію в 567–68 рр. до тих пір, поки лонгобардська ідентичність не була втрачена в IX і X століттях. Після 568 року лангобардські королі іноді називали себе королями Італії (лат. rex totius Italiæ).
Основними джерелами для лангобардських королів до франкського завоювання є анонімний Origo Gentis Langobardorum VII століття та Historia Langobardorum VIII століття Павла Диякона. Найдавніші королі (до-летінги), перелічені в Origo, майже напевно є легендарними. Вони нібито царювали під час періоду переселення народів. Першим правителем, засвідченим незалежно від лангобардської традиції, є Тато.
Фактичний контроль суверенів обох основних областей, що складали королівство — Великої Лангобардії (лат. Langobardia Major) на півночі (у свою чергу поділений на західну (Нейстрію), східну (Австрію) і Тускію), і Малої Лангобардії (лат. Langobardia Minor) на півдні, не було постійним протягом двох століть життя королівства. Початковий етап сильної автономії багатьох складових герцогств розвивався з часом із зростанням королівської влади, навіть якщо прагнення герцогів до автономії ніколи не були повністю досягнуті.
Ломбардське королівство виявилося більш стабільним, ніж його остготський попередник, але в 774 році, під приводом захисту папства, воно було завойоване франками під керівництвом Карла Великого. Вони тримали італо-лангобардське королівство відокремленим від свого власного, але королівство брали участь у всіх розділах, поділах, громадянських війнах і кризах спадкоємства Каролінгської імперії, частиною якої воно стало, доки наприкінці дев'ятого століття Італійське королівство не стало незалежною, але дуже децентралізованою державою.

### Складова Каролінзької імперії
Смерть імператора Лотаря I у 855 році призвела до того, що його королівство Середня Франкія було розділено між його трьома синами. Старший, Людовик II, успадкував землі Каролінгів в Італії, якими тепер вперше (за винятком короткого правління сина Карла Великого Піпіна в першому десятилітті століття) керували як окремою одиницею. Королівство охоплювало всю Італію аж до Риму та Сполето, але решта південної Італії перебувала під владою лангобардського Беневентського князівства або Візантійської імперії.
Після смерті Людовіка II без спадкоємців було кілька десятиліть плутанини. Імператорська корона спочатку була предметом суперечки між каролінгськими правителями Західної Франкії (Франція) та Східної Франкії (Німеччина), причому спочатку західний король (Карл Лисий), а потім східний (Карл Товстий) отримав приз. Після усунення останнього місцеві дворяни — Гвідо III Сполетський і Беренгар I Фріульський — сперечалися за корону, і зовнішнє втручання не припинялося, причому Арнульф Каринтійський і Людовик III Сліпий Прованський претендували на імперський трон на деякий час. Королівство також зазнало арабських набігів із Сицилії та Північної Африки, а центральна влада була в кращому випадку мінімальною.
У X столітті ситуація майже не покращилася, оскільки різні бургундські та місцеві дворяни продовжували сперечатися щодо корони. Порядок був нав'язаний лише ззовні, коли німецький король Оттон I вторгся в Італію та захопив собі як імператорський, так і італійський престол у 962 році.

## Історія

### Імперська Італія

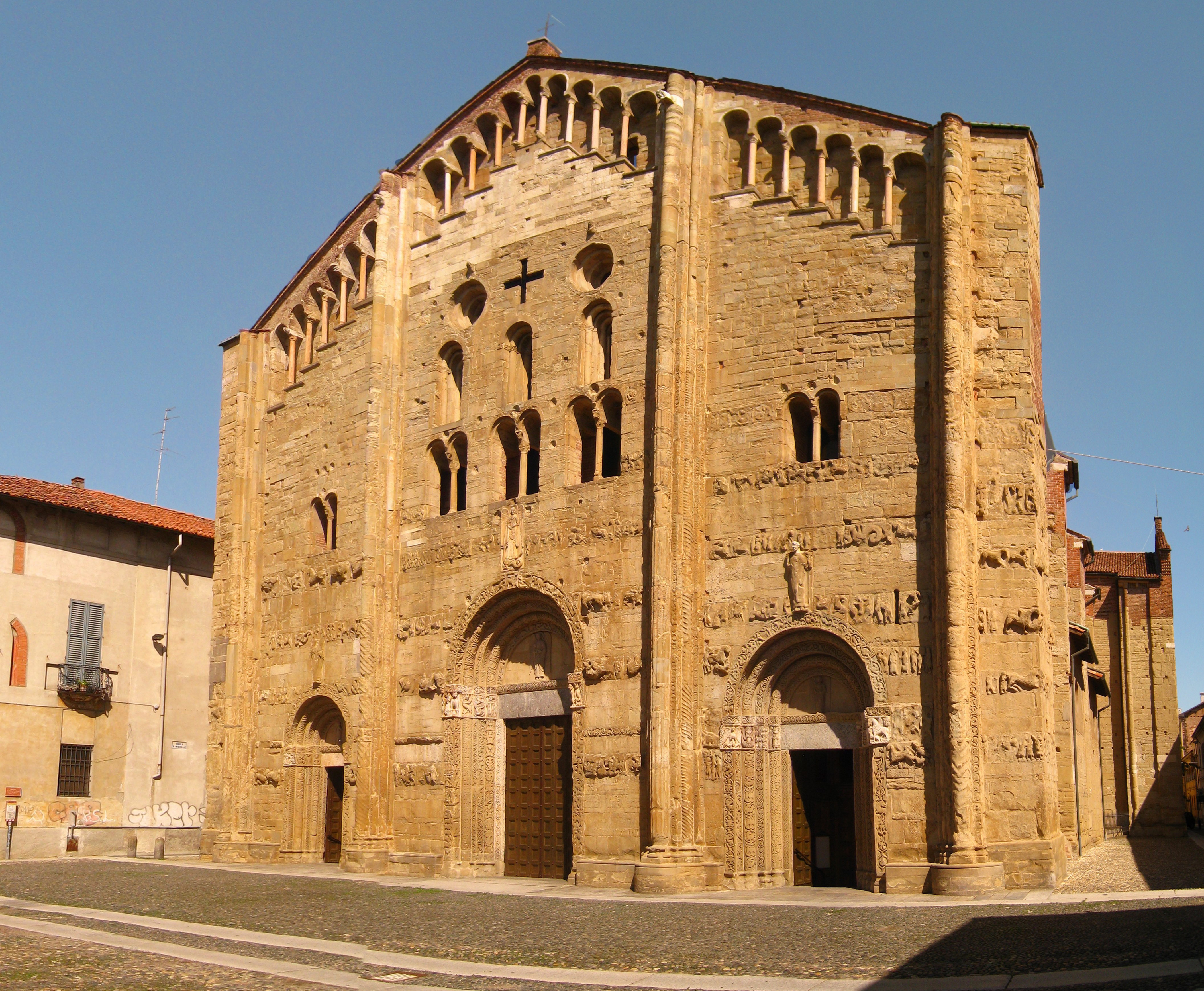
Сан-Мікеле Маджоре, Павія, де були короновані майже всі королі Італії аж до Фрідріха Барбаросси.

У 951 році король Німеччини Оттон I одружився з Аделаїдою Бургундською, вдовою покійного короля Італії Лотаря II. Оттон був проголошений королем Італії в Павії, незважаючи на свого суперника, маркграфа Беренгара Іврейського. Коли в 960 році Беренгар напав на Папську область, король Оттон, викликаний папою Іоанном XII, завоював Італійське королівство і 2 лютого 962 року коронувався в Римі як імператор Священної Римської імперії. З того часу королі Італії завжди були королями Німеччини, і таким чином Італія стала складовим королівством Священної Римської імперії разом із Королівством Німеччина (regnum Teutonicorum) і — з 1032 — Бургундія. Король Римлян (Rex Romanorum) теоретично мав би бути коронований у Павії як прелюдія до візиту до Риму, щоб бути коронованим Папою як імператор.

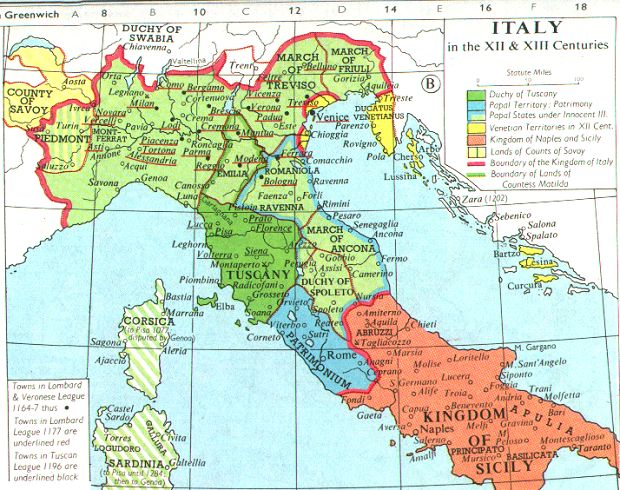
Імперська Італія (обведена червоним контуром) у XII ст.

Загалом, монарх був переважно відсутнім, проводячи більшу частину свого часу в Німеччині та залишаючи Італійському королівству невелику центральну владу. Також не вистачало потужних земельних магнатів — єдиним помітним було Тосканське маркграфство, яке мало великі землі в Тоскані, Ломбардії та Емілії, але зазнало невдачі через відсутність спадкоємців після смерті Матильди Каносської в 1115 році. Це залишило вакуум влади, який дедалі більше заповнювали папство та єпископи, а також дедалі багатші італійські міста, які поступово стали домінувати над навколишньою сільською місцевістю. Після смерті імператора Оттона III у 1002 році одному з наступників пізнього Беренгара, маркграфу Ардуїну з Івреї, навіть вдалося взяти на себе італійську корону та розбити імперські війська під проводом герцога Оттона І Каринтійського. Лише в 1004 році новий король Німеччини Генріх II зміг за допомогою єпископа Лева з Верчеллі переїхати до Італії, щоб отримати корону rex Italiae. Ардуен вважається останнім місцевим «королем Італії» до приходу на престол Віктора Еммануїла II у 1861 році.
Салійський наступник Генріха Конрад II намагався підтвердити своє панування проти архієпископа Аріберта Міланського та інших італійських аристократів (seniores). Під час облоги Мілана в 1037 році він видав Constitutio de feudis щоб заручитися підтримкою васвасорської дрібної шляхти, володіння якої він оголосив спадковими. Незважаючи на те, що Конрад стабілізував своє правління, панування Імперії в Італії залишалося спірним.

### Гогенштауфени

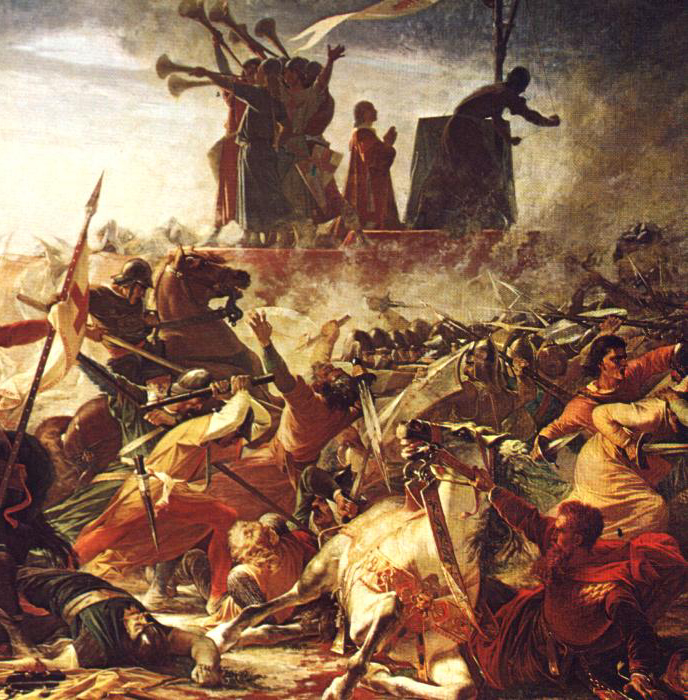
Оборона Карроччо під час битви при Леньяно, Амос Кассіолі (1832—1891)

Міста вперше продемонстрували свою зростаючу могутність під час правління імператора Гогенштауфена Фрідріха Барбаросси (1152—1190), чиї спроби відновити імперську владу на півострові призвели до низки війн з Ломбардською лігою, об'єднанням міст Північної Італії, яку здебільшого очолював Мілан, і зрештою до вирішальної перемоги Ліги в Битві при Леньяно в 1176 році, лідером якого був міланець Гвідо да Ландріано, що змусило Фрідріха надати адміністративні, політичні та судові поступки муніципалітетам, офіційно поклавши край його спробі домінувати в Північній Італії. Відтоді Північна Італія перетворилась на мереживо автономних герцогств і міст-держав, лише номінально підпорядкованих Священній Римській імперії.
Ситуація були схожа на ті, що відбулись між папою Григорієм VII і імператором Священної Римської імперії Генріхом IV, в Каноссі століття тому. Конфлікт був таким же, як і той, що був вирішений у Вормському конкордаті: чи мав імператор Священної Римської імперії повноваження призначати папу та єпископів? Суперечка про інвеституру попередніх століть завершилась встановленням хиткого миру за допомогою Вормського конкордату та підтверджена пізніше на Першому Латеранському соборі. Тепер це повторилося, у дещо іншій формі. Фрідріху довелося упокоритися перед папою Олександром III у Венеції. Імператор визнав суверенітет папи над Папською областю, а Олександр у свою чергу визнав верховну владу імператора над імперською церквою. Також у Венеційському договорі було укладено перемир'я з містами Лангобардської ліги, яке набуло чинності в серпні 1178 року. Підстави для постійного миру не були створені до 1183 року, однак, у Констанцькому мирі, коли Фрідріх визнав право вільно обирати міських магістратів. Цим кроком Фрідріх відновив своє номінальне панування над Італією, що стало його головним засобом тиску на папство.
Син Фрідріха Генріх VI фактично зумів розширити владу Гогенштауфенів в Італії, завоювавши нормандське Сицилійське королівство, яке охоплювало острів Сицилію та всю Південну Італію. Син Генріха, Фрідріх II — перший імператор з X століття, який фактично оселився в Італії — спробував повернутися до завдання свого батька відновити імперську владу в північно-італійському королівстві, що призвело до шаленого протистояння не лише з боку реформованої Ломбардської ліги, а й з боку Папської держави, яка дедалі більше піклувалась про свої мирські володіння в центральній Італії (які теоретично належали імперії), і були стурбований гегемоністськими амбіціями імператорів Гогенштауфенів.
Спроби Фрідріха II поставити всю Італію під свій контроль зазнали такої ж яскравого поразки, як і спроби його діда, і його смерть у 1250 році позначила фактичний кінець Італійського королівства як справжньої політичної одиниці. В італійських містах тривав конфлікт між гібелінами (прихильниками імперії) та гвельфами (прихильниками папства), але ці конфлікти мали все менше відношення до походження сторін, про які йдеться.

### Занепад

Імперська Італія в складі Священної Римської імперії в 1356 році

Італійські кампанії імператорів Священної Римської імперії припинились, але королівство не втратило сенсу. У 1310 році король Німеччини Генріх VII з династії Люксембургів на чолі армії з 5.000 чоловік знову перетнув Альпи, увійшов у Мілан та коронувався королем Італії (підробленою Залізною короною лангобардів), викликавши повстання гвельфів під проводом міланського капітана-дель-пополо Гвідо делла Торре. В 1311 році Генріх VII відновив правління в Мілані Маттео I Вісконті та продовжив свій шлях до Риму, де він був коронований імператором трьома кардиналами замість папи Климента V у 1312 році. Його подальші плани щодо відновлення імперського правління в північній Італії та розширення імперії, вторгнення до Неаполітанського королівства, були перервані його раптовою смертю наступного року.
Послідовні імператори в XIV і XV століттях були зв'язані в боротьбі між ворогуючими династіями Люксембургів, Габсбургів і Віттельсбахів. У конфлікті з Фрідріхом III король Людовик IV (правив до 1347 року) коронував себе імператором у Римі антипапою Миколою V у 1328 році. Його наступник Карл IV також здійснив похід до Риму, щоб коронуватися в 1355 році. Жоден з імператорів не забував про свої теоретичні претензії на панування як королі Італії. Самі італійці також не забували про претензії імператорів на всесвітнє панування: такі письменники, як Данте Аліг'єрі (помер 1321 р.) і Марсілій Падуанський (прибл. 1275 – c. 1342) висловили свою прихильність як принципу універсальної монархії, так і фактичним претензіям імператорів Генріха VII і Людовика IV відповідно.
Проте претензії Імперії на панування в Італії здебільшого виявилися у наданні титулів різним місцевим потужним правителям, які почали встановлювати свій контроль над колишніми республіканськими містами. Зокрема, імператори підтримали міланськикого Вісконті, а король Вацлав IV зробив Джан Галеаццо Вісконті герцогом Міланським в 1395 році. Іншими родинами, які отримали нові титули від імператорів, були Гонзага з Мантуї та Есте з Модени та Реджіо.

### Імперські феоди в сучасний період
На початку раннього Нового часу Італійське королівство все ще формально існувало, але де-факто розпалося на повністю незалежні та самоврядні італійські міста-держави. Її територія була значно обмежена — завоювання Венеціанської республіки в «domini di Terraferma» та Папської області вивели більшу частину північно-східної та центральної Італії за межі юрисдикції Імперії.
У багатьох аспектах претензії Імперії на феодальну верховну владу над італійськими територіями стали практично безглуздими: ефективна політична влада, а також повноваження підвищувати податки та витрачати ресурси перебували в руках італійських князів і герцогів. Однак присутність імперської феодальної мережі в Італії продовжувала відігравати важливу роль в історії півострова. Це дало імператорам Сигізмунду та Максиміліану I привід втрутитися в італійські справи. Крім того, імперські права були особливо підтверджені під час італійських війн Карлом V, імператором Священної Римської імперії (також королем Іспанії, Неаполя та ерцгерцогом Австрії). Він вигнав французів з Мілана після битви при Павії та запобіг спробі італійських князів за допомогою Франції відновити свою незалежність у Коньякській лізі. Його бунтівні війська розграбували Рим і, домовившись з папою Медічі Климентом VII, завоювали Флоренцію, де після облоги знову призначили Медічі герцогами Флоренції. Карл V був коронований як король Італії Залізною короною у середньовічній моді, і після вимирання міланської лінії Сфорца в 1535 році заявив про пряме володіння цією територією як імперським леном. Після того, як Карл розділив свої володіння між іспанською та австрійською гілками, Мілан став володінням Іспанської імперії сина Карла Філіпа II Іспанського, тоді як титул імператора Священної Римської імперії та права, пов'язані з імперською Італією, були передані брату Карла, Фердинанду I. Мілан продовжував залишатися державою Священної Римської імперії, тому на посаді герцога Мілана Філіп II був, принаймні формально, васалом імператора Фердинанда. Однак після правління Карла V жоден імператор Священної Римської імперії австрійських Габсбургів не був коронований королем Італії, і титул фактично перестав використовуватися протягом двох з половиною століть.
У 1559 році Французьке королівство припинило свої амбіції щодо імперських володінь в Італії, відмовившись від претензій на Савою та Мілан і відійшовши від Тоскани та Генуезької Корсики згідно з умовами договору Като-Камбрезі. Великі імперські феоди в Італії були відомі як «Feuda latina», тоді як менші були відомі як «Feuda Minora». Італійські князі не посилали представників на імперський сейм, але їхні війська також приєдналися до імперської армії, як у випадку угорської кампанії Максиміліана II проти Сулеймана Пишного в 1566 році.
Незважаючи на те, що італійські держави були виключені з рейхстагу, вони все ще вважалися васалами імператора, як і інші держави імперії, і, таким чином, підлягали певним зобов'язанням і юрисдикції. Спеціальна італійська секція Імперської ради була створена в 1559 році. Між 1559 і 1806 роками було розглянуто 1500 справ із Італійської імперії (із 140 000), причому більшість із них походять із пізніших дат. Італійські держави надавали значну підтримку в усіх війнах Імперії того часу, або під проводом своїх власних князів, або як частина територій Габсбургів (таких як імперське вільне місто Трієст, графство Гориці та Градишки, Міланське герцогство, а пізніше Велике герцогство Тоскана). На відміну від більшості німецьких держав, італійські імперські внески обходили Рейхстаг та інші інституції і йшли безпосередньо до імперської армії та скарбниці. Італійські держави були здебільшого автономними, але відсутність їх представництва давала імператору більше можливостей діяти більш автономно з італійськими князівствами, ніж з німецькими, як, наприклад, коли він вирішив просто додати Велике герцогство Тоскана (офіційно імперський феод) до земель своєї родини після вимирання правлячої лінії Медічі в 1737 році. Крім принца-єпископства Тренту, П'ємонт-Савойя була єдиною незалежною італійською державою, представленою в Рейхстазі, а також єдиною, яка входила до системи кола (перебуваючи в межах Верхньорейнського кола ; володіння Габсбургів Трієст і Горіція-Градиска входили до Австрійського кола, як і Трент). Таким чином, незважаючи на опозицію до родини Габсбургів, вона все ж наголошувала на своїх імперських привілеях, щоб утвердитися як сюзерен над меншими навколишніми володіннями. У 1713 році герцоги Савойські також стали королями через свої володіння за межами Імперії (вперше отримавши Королівство Сицилія в 1713 році, обміняне в 1720 році на Королівство Сардинія).
Імперська влада була використана австрійськими Габсбургами для втручання в Італію під час фази Війни за мантуанську спадщину під час Тридцятилітньої війни та для взяття під контроль вакантних італійських імперських ленів під час європейських воєн за спадщину у XVIII столітті: після зникнення іспанських Габсбургів у 1700 році імператор проголосив Мілан вакантним імперським леном і додав його до його прямі австрійські домініони в 1707 році (підтверджено Раштатським договором наприкінці війни за іспанську спадщину); Гонзага з Мантуї були скинуті Імперським сеймом у 1708 році за звинуваченням у злочині проти імператора Священної Римської імперії; після вимирання флорентійського дому Медічі в 1737 році Франциск Лотарингський отримав імператорський диплом з Великим герцогством Тоскани; Подібне використання імперських прав дозволило Габсбургам стверджувати суверенітет над Пармським герцогством між 1735 і 1748 роками, хоча це спричинило суперечку з папством, яке претендувало на це як на папську вотчину.
Імператор Леопольд I все більше відстоював свої права на імперські феодальні володіння Італії з 1660-х років із занепадом могутності Іспанії та більш відкритим втручанням французів. У 1687 році було призначено нового повноважного представника Італії, посада, яка залишалася вакантною більше століття тому (повноваження посади натомість безсистемно виконувала Авлічна рада). У 1690 році принц Євген Савойський спробував стягнути імперський податок з Італії, щоб оплатити воєнні витрати, що було зроблено вперше. Потім, у 1696 році, Леопольд видав едикт, який зобов'язував усіх його італійських васалів поновити свої присяги на вірність протягом року та одного дня під страхом втрати. Відновлення феодальних володінь розлютило папство, деякі з чиїх власних васалів тепер викопали старовинні документи, які нібито доводили їхню приналежність до імператора. Менші держави Італії бачили в імператорі свого захисника від більших територій, таких як Савойя та папство. Імперська влада зміцнювалася протягом XVIII століття, коли герцогства Мілан і Мантуя перейшли до родини Габсбургів як вакантні імперські володіння під час війни за іспанську спадщину, кінець Війни четверного союзу знову підтвердив статуси Тоскани, Модени-Реджіо та Парми-П'яченци як імперських володінь і Габсбургів продовжуючи керувати італійськими територіями своїх спадкових земель (приблизно сучасні провінції Трентіно-Альто-Адідже та Австрійське Прибережжя). П'ємонт-Савойський, з іншого боку, залишався непокірним імператорській владі, незважаючи на офіційну участь у сеймі та отримання герцогом титулу «Королівська високість» від імператора в 1693 році.

### Розпуск
Статус імперської Італії був більш-менш стабільним до 1789 року. Був навіть серйозний поштовх з боку Савойського герцогства (за підтримки Пруссії) підвищити Савою до статусу курфюрства в 1788 році, що зробило б її лише другою ненімецькою державою, яка стала такою (після Богемії, де після розгрому богемських маєтків у 1620 році домінували німецькомовні аристократи). Це нічого не дало, оскільки Французька революція 1789 року швидко зруйнувала старий порядок.
Під час Війн за незалежність Франції австрійці були вигнані з Італії Наполеоном, який створив французькі сестринські республіки по всій північній Італії, а за договором у Кампо-Форміо 1797 року імператор Франциск II відмовився від будь-яких претензій на території, що складали Італійське королівство. Імперська реорганізація, проведена в 1799—1803 роках, не залишила місця для імперських претензій на Італію — навіть архієпископ Кельна пішов, секуляризований разом з іншими церковними князями. Перемога Наполеона у Війні другої коаліції підтвердила це в Люневільському договорі. У 1805 році, коли Священна Римська імперія ще існувала, Наполеон, який на той час був імператором Франції як Наполеон I, вимагав корону нового Італійського королівства для себе, поклавши залізну корону на свою голову в Мілані 26 травня 1805 року. Він також безпосередньо анексував більшу частину колишньої імперської Італії (включаючи П'ємонт-Савою, Геную та Тоскану) до Франції. Сама імперія була скасована наступного року 6 серпня 1806 року. Віденський конгрес після поразки Наполеона не повернув ні Священну Римську імперію, ні Італійське королівство, і відновлені італійські герцогства тепер стали повністю суверенними.